# Falcipennis
Falcipennis је род птица из породице тетреби који се састоји од три веома сличне врсте:
- Сибирски тетреб (Falcipennis falcipennis)  (Hartlaub, 1855)
- Смрчев тетреб (Falcipennis canadensis) (Linnaeus, 1758)
- Франклинов тетреб (Falcipennis franklinii) (1829) ?

Насељавају северне четинарске шуме и хране се иглицама четинара током зиме. 
Falcipennis је новолатинска реч која значи „српастокрили”.